# Medicina de emergencia

Maletín de emergencia de aluminio SÖHNGEN®

La medicina de emergencia o medicina de urgencias (también emergenciología, urgenciología, emergentología o urgentología) es la especialidad de la medicina que actúa sobre una emergencia o urgencia médicas o sobre cualquier enfermedad en su momento agudo, definida como una lesión o enfermedad que plantean una amenaza inmediata para la vida de una persona y cuya asistencia no puede ser demorada. La ausencia de atención médica puede resultar en grave peligro para la salud del paciente, deterioro grave de las funciones corporales, y disfunción grave de cualquier órgano o parte del cuerpo.
Cualquier respuesta a una emergencia médica dependerá fuertemente de la situación, del paciente y de la disponibilidad de recursos para asistirlo. También variará dependiendo de si la emergencia ocurre dentro de un hospital bajo asistencia médica, o fuera de un hospital (por ejemplo en la calle), en este caso hablamos de «medicina prehospitalaria».
En los hospitales se dispone de servicios denominados de urgencias o emergencias. Estos servicios están coordinados por un médico especialista en Medicina de Emergencias o Urgencias, quienes tienen la capacidad de orientar tanto académica como asistencialmente a todo el grupo asistencial a cargo de atender cualquier emergencia. La especialidad a nivel mundial ha venido creciendo en los todos los continentes, teniendo un fuerte impacto en la atención integral del paciente agudo y crítico. Existen asociaciones en todos los continentes que fomentan el crecimiento de la especialidad y agrupadas a nivel mundial por la Federación Internacional de Medicina de Urgencias y Emergencias.

## Respuesta
Para urgencias o emergencias extrahospitalarias, un componente clave es convocar a los servicios de la medicina prehospitalaria (generalmente una ambulancia que puede ser terrestre, aérea o naval), pidiendo ayuda llamando al número de teléfono de emergencias apropiado. Para los estados miembros de la Unión Europea el 112 y en otros países diversos números como el 911 en el continente americano. Los operadores de emergencias funcionan generalmente a través de un protocolo de preguntas para determinar si se le puede realizar un tratamiento extrahospitalario o evaluar si es necesario enviar un determinado recurso médico en su ayuda.

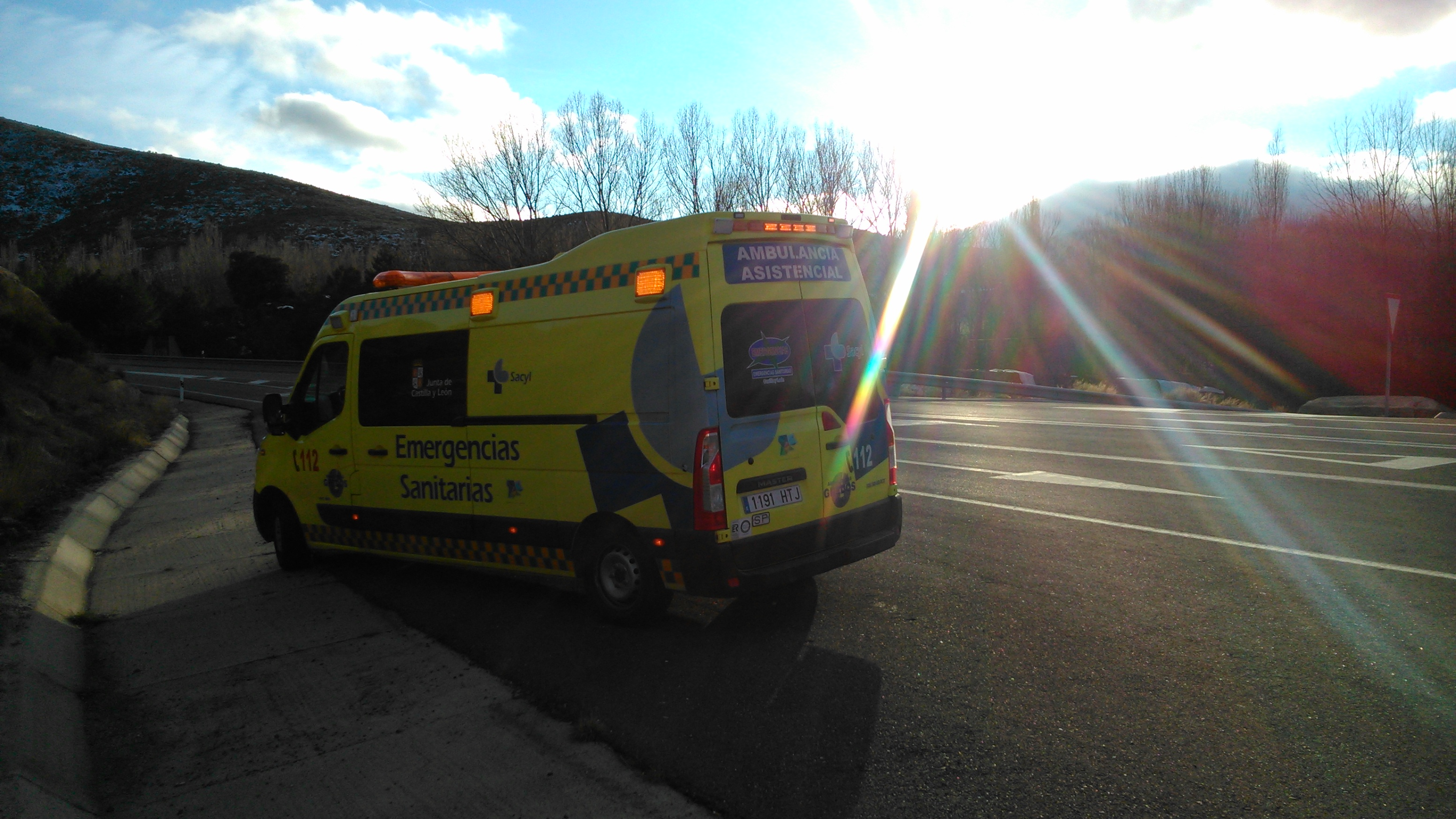
Unidad de Soporte Vital Avanzado del servicio de Emergencias Sanitarias de SACYL.

Aquellas personas entrenadas para realizar primeros auxilios pueden actuar dentro de los límites de sus conocimientos, mientras esperan el siguiente nivel de asistencia. Las personas que no puedan realizar los primeros auxilios también pueden ayudar permaneciendo tranquilos y estando con la persona accidentada o enferma. Una queja común del personal del servicio de emergencias es la propensión de la gente de acumularse apretujadamente alrededor de la víctima y del escenario del accidente, cosa que por lo general no ayuda, estresa al paciente (cosa que puede perjudicarlo mucho), y obstruye el funcionamiento fluido de los servicios de emergencia.
Los principios de la cadena de la vida se aplican en las urgencias médicas en que el paciente tiene ausencia de respiración y latidos del corazón. Esto implica las etapas de acceso temprano de resucitación cardiopulmonar (RCP), desfibrilación y soporte vital avanzado.
La movilización y evacuación de una víctima requiere conocimientos y habilidades especiales, y a menos que la situación sea particularmente peligrosa o sea probable que el paciente sufra más daños, debe dejarse en manos de profesionales de la emergencia médica, tanto médicos, como enfermeros, como técnicos de transporte sanitario, así como del servicio de bomberos.

## Respuesta clínica
Dentro de un hospital está generalmente presente un personal adecuado para atender una situación media de emergencia. Los médicos y enfermeros de urgencias y emergencias están entrenados para ocuparse de la mayoría de emergencias médicas y mantienen certificaciones en resucitación cardiopulmonar (RCP) y soporte vital avanzado (SVA). En catástrofes la mayoría de los hospitales tienen protocolos para convocar rápidamente al personal que está de servicio y al que no.
Las emergencias extrahospitalarias buscan la inmovilización y estabilización del paciente (utilizando los medios a su disposición) para realizar rápidamente el traslado a un centro hospitalario útil. Las salas de urgencias siguen el protocolo básico del soporte vital avanzado. Con independencia de la naturaleza de la emergencia, se requieren mantener las constantes vitales, respiración y pulso.

## Organizaciones o sociedades científicas nacionales de medicina de emergencias

### Perú
La Sociedad Peruana de Medicina de Emergencias y desastres (SPEMED) Se creó en los años 80, cuando el país atravesaba ataques terroristas y desastres naturales con múltiples heridos. En 1992 se crea la especialidad de Medicina de Emergencias y desastres. El programa se ha ido extendiendo en el país y actualmente se cuenta con 10 regiones de la misma que cuentan con el programa. En 2018 la asociación Ondas de Latinoamérica creo un convenio para poder realizar el primer programa de Fellowship «ultrasonido de Emergencia» en el Perú bajo supervisión de especialistas del Hospital Highland, año a partir del cual se ha continuado con la formación de Fellows.  

### Argentina
En la República Argentina, la Sociedad Argentina de Emergencias es la principal organización de medicina de emergencias. Hay varios programas de residencia de medicina de emergencias. También es posible lograr la certificación de especialista en medicina de emergencias acreditando una cantidad de años de medicina asistencial y concurriendo a un curso universitario de posgrado.

### Chile
En Chile, la Medicina de Urgencia y Emergencia inicia su recorrido con el primer programa de especialidad a principios de los años 1990, en la Universidad de Chile. Actualmente es una especialidad primaria reconocida legalmente por el ministerio de salud desde el año 2013, y cuenta con múltiples programas de formación de especialistas, destacándose los de la Universidad de Chile, Pontificia Universidad Católica de Chile, Clínica Alemana - Universidad del Desarrollo , Universidad San Sebastián - MUE ,  Universidad de Santiago de Chile (USACH) y Universidad Catolica del Maule.
Actualmente y con objetivo de fortalecer la especialidad a nivel país, han surgido iniciativas como #ChileEM que reúne a los programas de la Universidad San Sebastián / MUE y Universidad de Chile, con el objetivo de realizar reuniones clínicas conjuntas entre los principales programas de formación, en forma periódica y abiertas a todo el equipo sanitario que trabaja en el ámbito de urgencia. 
Los especialistas ya formados están agrupados en la Sociedad Chilena de Medicina de Urgencia (SOCHIMU).

### Colombia
La Medicina de Emergencias en Colombia tiene sus inicios en el año de 1989 de mano del Dr. Hernando Vélez profesor asociado de la universidad de Antioquia quien sugería la creación de colegio médico de medicina de emergencias, sin embargo por poca acogida de estas ideas en esa época, no fue posible materializar dicho proyecto hasta el año de 1996 cuando nace el primer programa de Medicina de emergencias en Colombia de la mano de la Universidad CES en la ciudad de Medellín. De forma progresiva se desarrollan programas en las principales ciudades del país: 3 programas en Bogotá (Universidad del Rosario, Universidad FUCS, Universidad Javeriana), 2 programas en Cali (Universidad Javeriana sede Cali y Universidad ICESI) y 1 en la ciudad de Manizales (Universidad de Caldas). Se ha logrado progresivamente cobertura en los principales centro de atención a nivel nacional, estando presentes en Bogotá, Medellín, Cali, Barranquilla, Bucaramanga, Pereira, Ibagué, Manizales, Neiva, Tunja, Villavicencio y entre otras ciudades. En el año 2004 se funda la Asociación Colombiana de Especialistas en Medicina de Urgencias y Emergencias (ACEM), es quien agrupa a los especialistas en el país, y como sociedad es miembro de FIME (Federación Internacional de Medicina de Urgencias y Emergencias) y ALACED (Asociación Latinoamericana de Cooperación en Emergencia Médica y Desastres).

### Costa Rica
Con inicio gracias al proyecto HOPE la Medicina de Emergencias en Costa Rica es una especialidad creciente que poco a poco se posiciona fuerte en los diferentes centros de salud alrededor del país. El programa de residencia nacional se desarrolla a través del Centro de Desarrollo Estratégico e Información en Salud y Seguridad Social de Costa Rica. La entidad más importante al respecto es la Asociación Costarricense de Médicos Emergenciólogos (ASOCOME), encargada de gran cantidad de actividades académicas dirigidas a optimizar la atención sanitaria.
También la Medicina de Emergencias de Costa Rica se caracteriza por una gran participación en la web y redes sociales a través del esfuerzo de ASOCOME; algunos ejemplos incluyen:
- Vía Medicina de Emergencias
- Medicina Intensiva y Emergencias
- Emergencias y Radiología de Costa Rica

### España
En España la principal organización de medicina de urgencias es la Sociedad Española de Medicina de Urgencias y Emergencias,una entidad independiente y sin ánimo de lucro fundada en 1987 y que agrupa a todos los colectivos médicos de esta especialidad. 
En España, la formación sanitaria de las personas que intervienen en catástrofes como incendios, inundaciones, y cualquier otro fenómeno adverso, requieren la formación profesional, en concreto la FP de Emergencias Sanitarias, que dota a las personas que la realizan con un título de Técnico en Emergencias Sanitarias; también existen cursos universitarios de Emergencias Sanitarias que imparten diversas universidades públicas y privadas.

### Venezuela
En Venezuela, la SVMED (Sociedad Venezolana de Medicina de Emergencias y Desastres) es la Organización que agrupa a los médicos especialistas emergenciologos. 
Existe también la FVP (Federación Venezolana de Paramédicos) en esta se asocian los egresados de la carrera de Técnicos Superiores Universitarios (TSU) y/o Licenciados en Emergencias Prehospitalarias (EPh), los paramédicos son responsables de dar y aplicar la atención médica prehospitalaria junto a los médicos emergenciologos y/o emergencistas.

### El Salvador
En El Salvador, recientemente fue fundada la Asociación Salvadoreña de Emergencias (ASAE), constituyéndose en una agrupación gremial que incluye a médicos, enfermeros, psicólogos, terapistas respiratorios, fisioterapistas, bomberos, paramédicos, socorristas y otros profesionales afines a la atención necesaria.

### Panamá
En Panamá fue fundada la Asociación Académica de Médicos de Urgencias de Panamá (ASAMUP) en 1995, constituida por médicos generales y especialistas que se dedicaban exclusivamente a la atención de emergencias médicas, luego se crea la Asociación Panameña de Medicina de Emergencias (ASPAME), quienes agrupan a todos los especialistas en medicina de emergencias del país, la especialidad fue creada en 1999 dentro del programa de residencia de la Caja de Seguro Social, con una duración de 4 años. La especialidad fue aprobada por el Ministerio de Salud el 25 de mayo de 1998, incluso antes de ser creada la especialidad, ya que en el país se encontraban tres especialistas egresados de México y Costa Rica.
Actualmente la especialidad es el pilar fundamental de los hospitales de 3.er y 2.º Nivel de Complejidad con una totalidad de 25 especialistas. Muchas de las jefaturas de los servicios de emergencias son dirigidas por especialistas en medicina de emergencias debido al claro entendimiento de las necesidades administrativas, legales y operativas para el adecuado funcionamiento del sistema y la respuesta correcta para el paciente. Los principales hospitales de referencia de emergencia del país son los hospitales estatales siendo los más modernos, equipados y especializados el Hospital Santo Tomás y el Complejo Hospitalario Metropolitano Dr. Arnulfo Arias Madrid.

### Ecuador
El primer programa de Medicina de Emergencias del país fue aprobado en 1989 y desde 1993 existen especialistas en Medicina de Emergencia y Desastres; los programas universitarios de formación en esta especialidad están a cargo de las Universidad Central de Quito, Universidad San Francisco de Quito, Pontificia Universidad Católica del Ecuador. En 1987 se fundó la Sociedad Ecuatoriana de Medicina de Emergencias (SEMED) y en 2008 se constituyó la organización E.L.I.T.E. Médica que está conformada por médicos emergenciólogos con fines docentes y de investigación en el campo de la Medicina de Emergencias y Desastres.
La necesidad nacional de Emergenciólogos es alta y el gobierno ha priorizado la preparación de este recurso humano durante su gestión. Durante los últimos 30 años la especialidad ha ganado reconocimiento y en la actualidad gran parte de los hospitales del país, privados como públicos cuentan con este recurso técnico y un gran porcentaje de los Servicios de Emergencia son manejados por los especialistas en estas áreas.
En Cuenca, se introdujo el modelo de «Ligas de Trauma» como parte del fomento de la educación médica en medicina de emergencias, debutando con la «Liga de Trauma y Emergencias de la Zonal 6» en 2013.A través de la educación y prevención del trauma, la formación académica de sus miembros, la investigación y su impacto en la atención, las ligas forman alianzas estratégicas y llevan a cabo programas de prevención primaria y de educación, además de contacto constante con ligas de trauma de otros países, como Brasil. Se destaca la participación de sus miembros, cuya iniciativa se ha replicado en programas similares a nivel nacional para mejorar la prevención del trauma.

### México
La Sociedad Mexicana de Medicina de Emergencia, A. C. (la cual es miembro total de la Federación Internacional de Medicina de Urgencias y Emergencias). Esta Sociedad realiza congresos anuales con talleres, conferencias y concursos de carteles. Además proyecta sesiones mensuales a través de sus redes sociales y con ligas directas para los miembros activos de la sociedad.

## Educación continua en medicina de urgencia y emergencia
En paralelo a los programas formales de educación médica (especialidades, cursos, magísteres, diplomados y otros), el movimiento FOAMed (Free Open Access in Medical Education) (en español, «educación médica gratuita y de libre acceso») presenta un gran impulso y ha sido coordinada por los especialistas de urgencia en todo el planeta.
En Chile y Latinoamérica, el equipo MUE, con más de 80 000 seguidores, ha destacado tanto en la creación de cursos en línea pagos, como en la creación y distribución de material FOMAed en español.